# Metropolia mohylewska
Metropolia mohylewska – metropolia Kościoła rzymskokatolickiego w Rosji. Powstała w 1798 jako jedyna metropolia katolicka Cesarstwa Rosyjskiego. W jej skład weszły diecezje z terenów przyłączonych do Rosji w wyniku II i III rozbioru Polski (wileńska, łucka, kamieniecka i żmudzka), nowo powstałe diecezje (mińska i żytomierska, powstała z przekształcenia diecezji kijowskiej) oraz powstała w 1783 archidiecezja mohylewska.

## Podział terytorialny metropolii

### Lata 1798–1848
- archidiecezja mohylewska
- diecezja mińska
- diecezja łucka
- diecezja żytomierska
- diecezja wileńska
- diecezja żmudzka
- diecezja kamieniecka

## Lata 1848–1918
W 1848 powstała kolejna diecezja w Tyraspolu dla katolików narodowości niemieckiej. W 1869 w ramach represji po powstaniu styczniowym zniesione zostały diecezje: kamieniecka (administrację przejęli biskupi łuccy i żytomierscy) i mińska (administrację przejęli arcybiskupi mohylewscy). W 1873 nową stolicą metropolii stał się Petersburg, ale nazwa „metropolia mohylewska” pozostała niezmieniona.
Podział administracyjny w 1917:
- archidiecezja mohylewska
- diecezja tyraspolska
- diecezja łucka
- diecezja żytomierska
- diecezja wileńska
- diecezja żmudzka

## Lata 1917-1926
W 1918 przywrócone zostały diecezje mińska i kamieniecka. Pod metropolię podlegała także nowo utworzona diecezja ryska. W wyniku zmian granic po I wojnie światowej terytoria poszczególnych diecezji znalazły się w różnych państwach:
- diecezje wileńska i żmudzka – częściowo w Polsce na Litwie
- diecezja mińska – częściowo w Polsce i sowieckiej Białorusi
- diecezja łucka – częściowo w Polsce i sowieckiej Ukrainie
- diecezja ryska – częściowo na Łotwie i w Estonii

Podział administracyjny metropolii:
- archidiecezja mohylewska
- diecezja tyraspolska
- diecezja łucka
- diecezja żytomierska
- diecezja wileńska
- diecezja żmudzka
- diecezja mińska
- diecezja kamieniecka
- diecezja ryska

W okresie sprawowania zwierzchności metropolitalnej przez arcybiskupa Edwarda Roppa (1917–1926) większość wiernych stanowili Polacy.

## Lata 1925–1991
W 1925 wszedł w życie konkordat pomiędzy Polską a Stolicą Apostolską, dostosowujący granice diecezji do granic państwowych. W wyniku niego diecezja wileńska podniesiona została do rangi archidiecezji i stolicy metropolii, a z polskiej części diecezji mińskiej utworzono diecezję pińską (w ramach metropolii wileńskiej).
W 1926 uregulowano także sytuację kościoła na Litwie. Na miejsce diecezji żmudzkiej powołana została archidiecezja kowieńska (stolica metropolii).
W wyniku prześladowań Kościoła katolickiego w ZSRR działalność diecezji katolickich praktyczne zamarła. Przez pewien czas diecezjami zarządzali administratorzy lub biskupi (archidiecezja mohylewska i diecezja mińska – Boļeslavs Sloskāns, diecezja kamieniecka – Jan Świderski, diecezja żytomierska – Teofil Wilski, diecezja tyraspolska), później pozostały one zupełnie bez administracji.
W tych latach metropolia formalnie obejmowała następujące diecezje:
- archidiecezja mohylewska
- diecezja mińska
- diecezja tyraspolska
- diecezja żytomierska
- diecezja kamieniecka

## Koniec metropolii
W 1991 granice hierarchii kościelnej zostały dostosowane do granic ówczesnych sowieckich republik w Europie (a wkrótce niepodległych państw). Diecezja mińska i archidiecezja mohylewska zostały połączone w archidiecezję mińsko-mohylewską (i utworzono metropolię mińsko-mohylewską, obejmującą teren całej Białorusi). Odrodzone diecezje kamieniecka i żytomierska zostały podporządkowane metropolii lwowskiej. Na miejsce diecezji tyraspolskiej utworzono administrację apostolską w Kiszyniowie.

## Główne świątynie
- kościół św. Stanisława w Mohylewie (pierwotna katedra metropolitalna)
- kościół Zaśnięcia Najświętszej Panny Marii w Petersburgu (katedra od 1873)